# Конференц-центр
Конфере́нц-це́нтр — большое здание, предназначенное для проведения собраний среди значительного количества людей, объединенных общими интересами. Конференц-центры, как правило, предлагают площадь, достаточную для размещения нескольких тысяч посетителей. Также в этих учреждениях обычно расположены выставочные центры — площадки для проведения крупных выставок. В типичном конференц-центре присутствует как минимум один зрительный зал. Кроме того, могут быть концертные и лекционные залы, комнаты для переговоров. Конференц-центры есть в некоторых отелях на больших курортах.

## Галерея

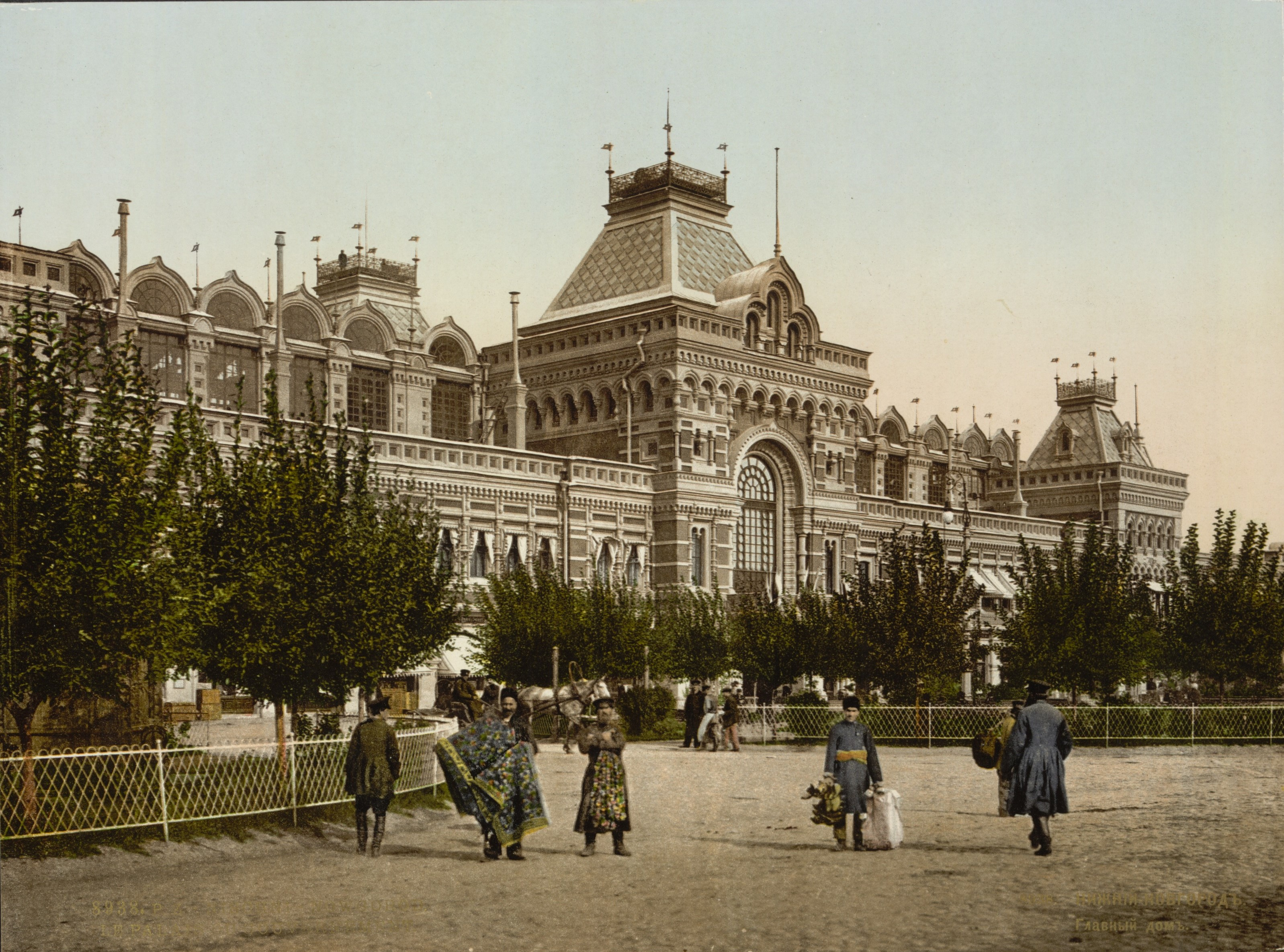
Выставочный зал Макарьева ярмарка
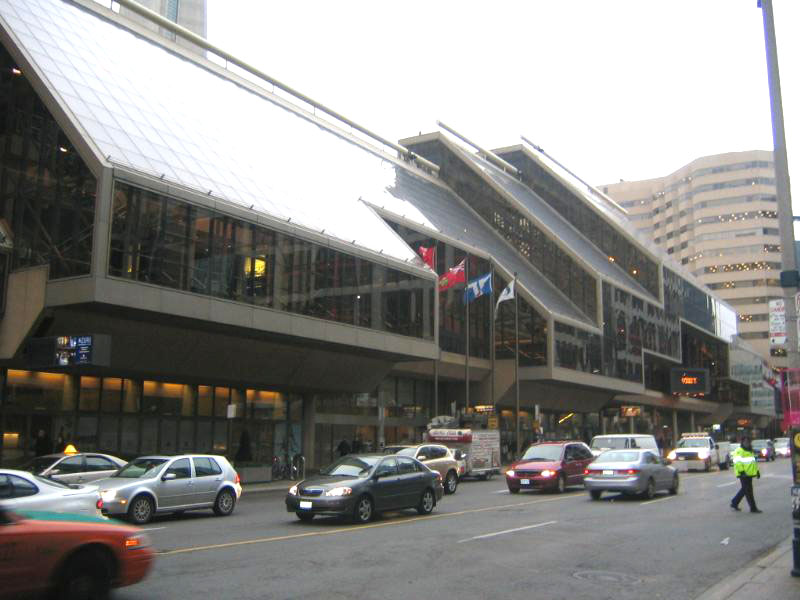
Конгресс-центр Метро-Торонто
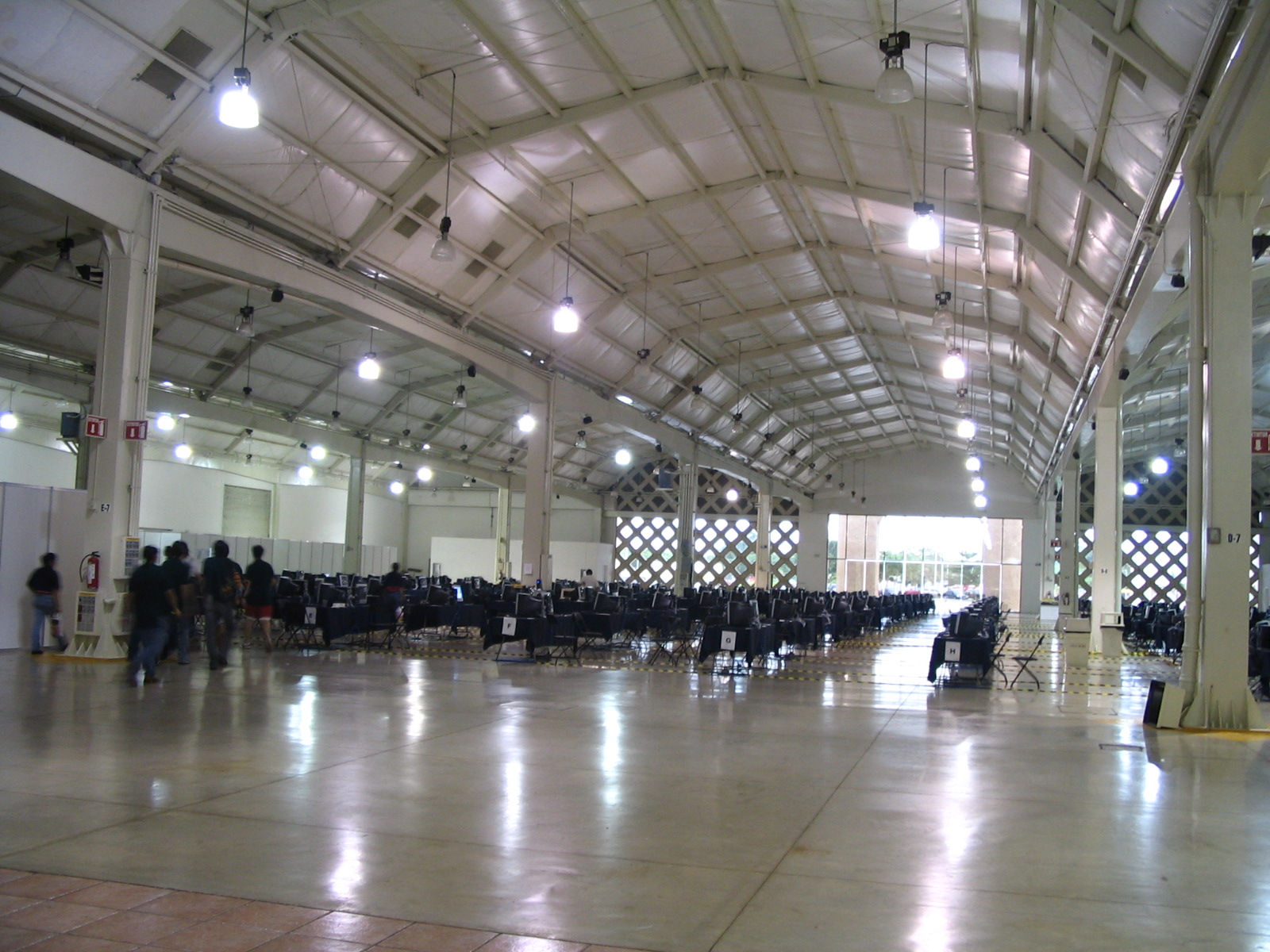
Конгресс-центр в городе Мерида, Мексика
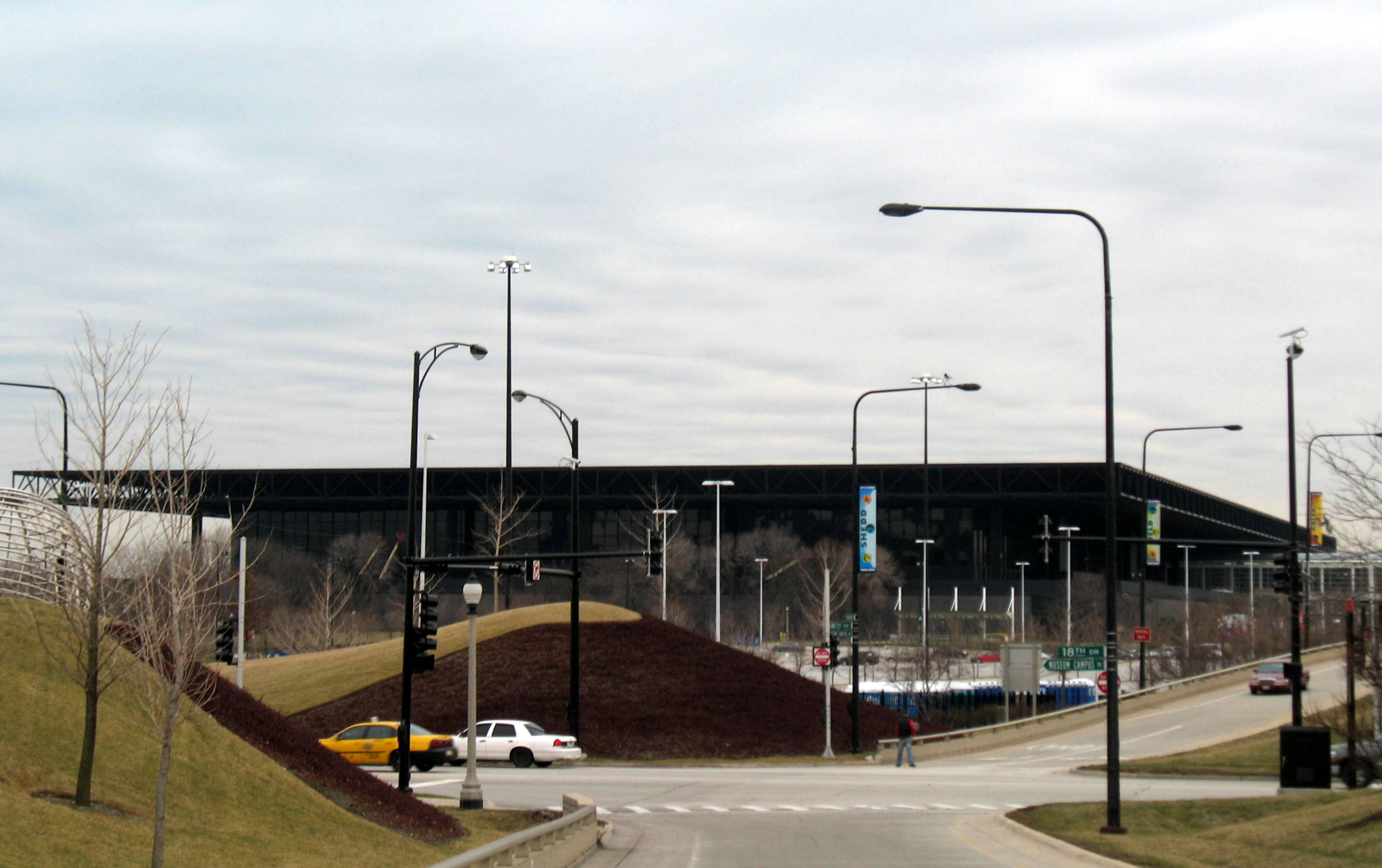
McCormick Place в Чикаго, самый большой конференц-центр в Северной Америке
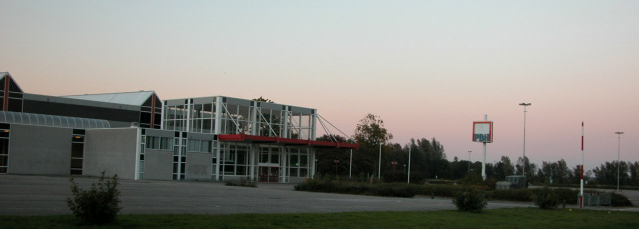
Задний вход конференц-центра Prins Bernhardhoeve в Нидерландах
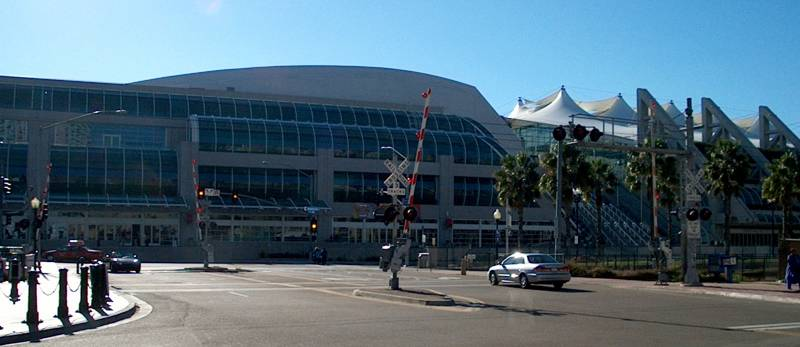
San Diego Convention Center является одним из крупнейших в Северной Америке
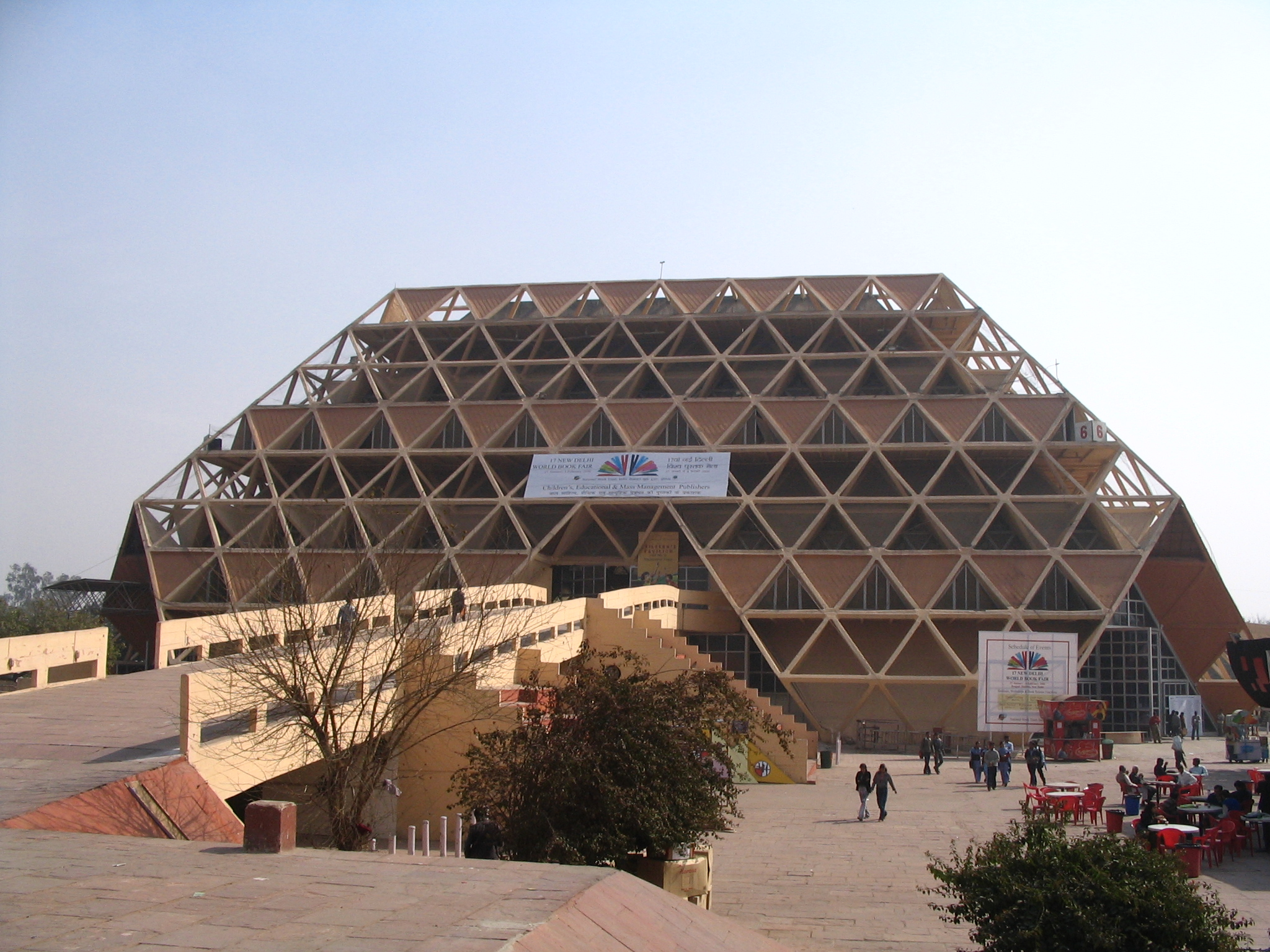
Зал № 6 в Прагати Майдан, Нью-Дели, Индия
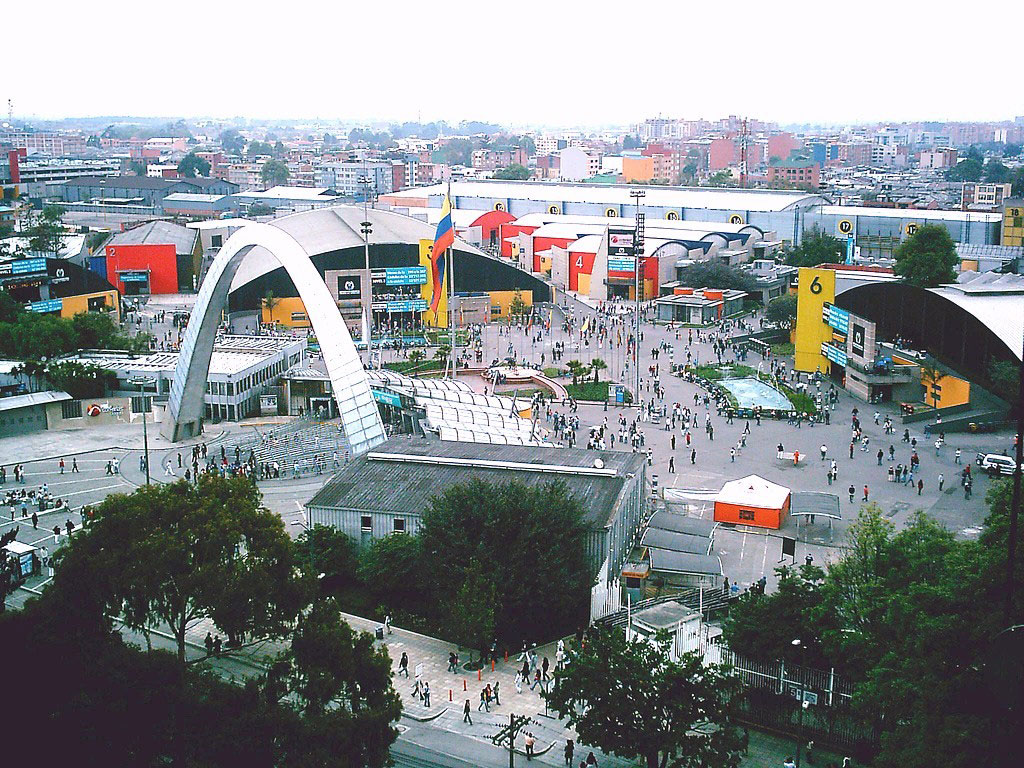
Выставочный центр в Боготе, Колумбия
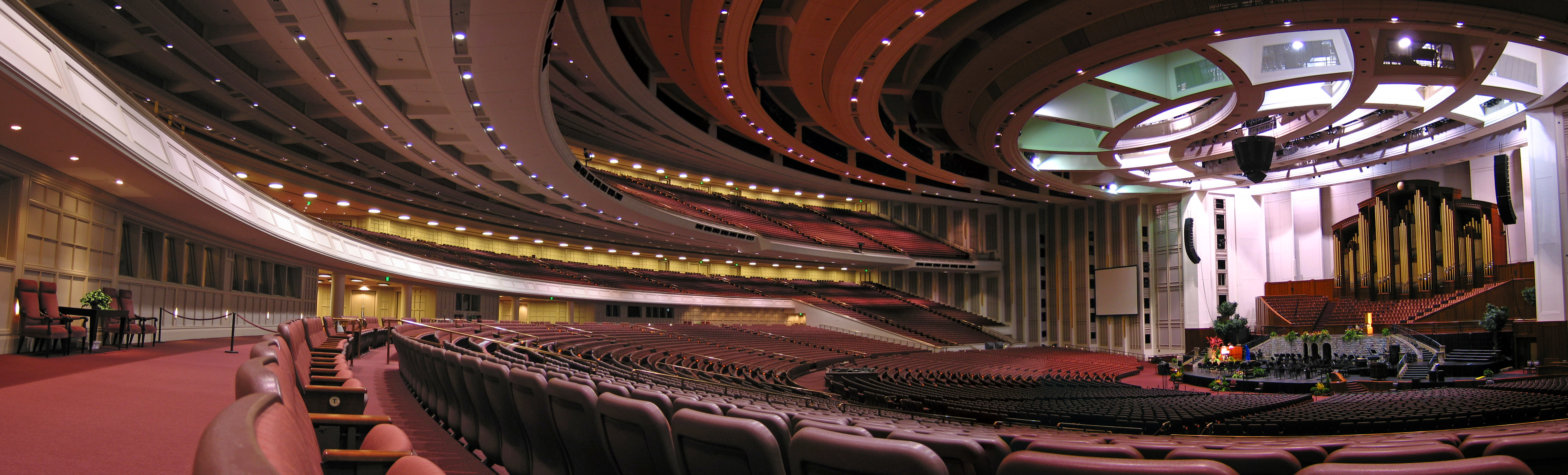
Интерьер зала в конференц-центра LDS, Солт-Лейк-Сити, штат Юта, США